# Ганнібаліан
Флавій Ганнібаліан (також Ганнібалліан ; д/н —† вересень 337) був членом династії Костянтинів, яка правила Римською імперією в 4 столітті нашої ери.

Син Флавія Далматія та племінник Костянтина Великого .   Володар титулу Rex Regum та Nobilissimus. Претендент на престол Римської імперії разом із його братом Далмацієм Молодшим.

## Біографія
Ганнібаліан був сином Флавія Далматія, а отже, племінником Костянтина Великого .   Ганнібаліан і його брат Далматій здобули освіту в Толозі у ритора Екзюперія (його, ймовірно, не можна ототожнювати зі св. Екзюперієм ).
У 320-х роках Костянтин викликав Флавія Далматія та його синів до Константинополя. Ганнібаліан одружився зі старшою дочкою Костянтина, Костянтиною, у 335 році  і отримав титул нобілісімуса.  Він і Костянтина могли мати доньку на ім’я Констанція, яка пізніше вийде заміж за Меммія Вітрасія Орфіта і стане матір’ю Рустиціани, дружини Квінта Аврелія Сіммаха . 
Під час кампанії Костянтина проти Сасанідів (337 р.) Ганнібаліан був проголошений Rex Regum et Ponticarum Gentium, «Царем царів і понтійського народу».   Ймовірно, Костянтин мав намір посадити Ганнібаліана на понтійський трон після поразки персів.
Похід на персів не відбувся, оскільки Костянтин помер у травні 337 року.

## Змова проти племінників Костянтина Великого та смерть Ганнібаліана
Костянтин Великий, передчуваючи близьку смерть, зробив остаточний поділ Імперії між синами (і двома племінниками, Далмаціем і Ганнібаліаном). Юному Костянтину імператор віддав Галію, Іспанію і Британію. Ці землі колись належали його діду Констанцію Хлору. Таким чином Костянтин правив всією Західною імперією. При цьому Константу дісталися Італія, Африка і Паннонія, Констанцію — Азія, Сирія і Єгипет, їх двоюрідному брату Ганнібаліану Молодшому Римська Вірменія і Понт, а ще одному кузену Далмацію Молодшому — ряд балканських, придунайських та причорноморських провінцій, включаючи нову столицю імперії Константинополь. Існує думка, що таким чином імператор відновлював діоклетіанівську систему тетрархії, але на новій основі: тепер співправителі були членами однієї родини. За припущенням Якоба Буркхардт, столицю Костянтин не віддав нікому з синів, щоб ті не почали оскаржувати це місто одне в одного.
Костянтин Великий вважав Ганнібаліана Молодшого та Далмація Молодшого своїми спадкоємцями нарівні з трьома своїми синами: Костянтином II, Констанцієм ІІ та Константом.
22 травня 337 року Костянтин Великий помер на одній зі своїх вілл в Віфінії. Його тіло привезли до Константинополя. Старший син імператора, який перебував тоді на Заході, не зміг приїхати на похорон, і в його відсутність в столиці сталися трагічні події, про які мало що відомо. Солдати місцевого гарнізону збунтувалися, заявивши, що хочуть підкорятися тільки синам померлого імператора, але не племінникам, і влаштували різанину, в якій загинув цілий ряд представників династії. Зокрема, були вбиті Далмацій Молодший, Ганнібаліан Молодший, брати Костянтина Великого — Далмацій Старший, Юлій Констанцій з сином, та ще четверо племінників імператора. В результаті з усієї розгалуженої династії в живих залишилися тільки троє синів Костянтина і троє племінників: Констанцій Галл, Юліан і Непоціан. 
Про причини цих подій немає єдиної думки. Філосторгій пише, що Костянтин був отруєний своїми братами і, «викривши підступний задум», зажадав від синів помститися за нього. Констанцій, єдиний з трьох, хто приїхав на похорон, виконав цю вимогу Юліан, ставши імператором, бачив в тому, що трапилося злочинне свавілля Констанція, і дослідники по-різному ставляться до такого бачення проблеми. Зокрема, існує думка, що різанина була організована спільно всіма синами Костянтина Великого. Нарешті, існують гіпотези, що троє цезарів тут ні при чому, а події 337 року можуть трактуватися як виступ військових проти створеної померлим імператором політичної системи або зіткнення нікейців з аріанами.

## Висновки
Флавій Ганнібаліан досить складна особистість з точки зору історії, оскільки нам достоменно невідомо про усі його здобутки. Адже цей персонаж згадується тільки в контексті інших історичних осіб. Можемо сказати точно, що він був одним з претендентів на трон та володарем незвичайного титулу Rex Regum. Реальної влади Ганнібаліан, мабуть, ніколи не мав, а в 337 році, відразу після смерті Костянтина, згинув і сам в результаті боротьби за владу.

### Першоджерела
- Амміан Марцеллін, Rerum Gestarum XXXI
- Epitome de Caesaribus
- Зосим, Historia Nova

### Вторинні джерела
- Ді Майо, Майкл, «Ганнібаліан Рекс Регум (335-337 рр. н. е.)», у DIR